# Carolin
Carolin – szwedzka moneta srebrna bita od 1664 roku i używana do końca XVIII wieku.
Caroliny zaczęto bić w 1664 roku jako srebrne monety wartości 2 marek, ważące 10,4 grama i zawierające 7,2228 gramów czystego srebra. W tym momencie w Szwecji zaczął obowiązywać system, w którym pełny talar szwedzki równy był 2 talarom obrachunkowym (riksdaler riksmynt) lub 4 carolinom, lub 8 markom, lub 64 öre.
Od 1718 roku bito monety wartości 1, 2 i 4 carolinów. Zawierały one odpowiednio 4,6, 9,2 oraz 18,5 grama srebra, zatem w ciągu półwiecza zawartość srebra w carolinie spadła o 57%.
W 1752 roku przeprowadzono reformę, która podwyższyła zawartość srebra w szwedzkich monetach. Carolin po reformie ważył 9,27 grama i zawierał 6,5 grama czystego srebra. W tym okresie carolin swoją wartością odpowiadał 2 złotym polskim.
Carolin przestał wchodzić w skład szwedzkiego systemu walutowego wraz z wycofaniem z obiegu marki szwedzkiej.

## Literatura
- Zbigniew Żabiński, Rozwój systemów pieniężnych w Europie zachodniej i północnej, Zakład Narodowy Imienia Ossolińskich - Wydawnictwo, Wrocław 1989, ISBN 83-04-02992-8, str. 145–146